# Slézanes
Les Slézanes (en polonais Ślężanie) étaient une tribu slave, appartenant au groupe des Slaves occidentaux, installée en Basse-Silésie, dans la région de l’actuelle ville de Wrocław. Le nom de Silésie provient du nom de leur tribu et de leur langue.
D’après le Géographe bavarois, ils possédaient une quinzaine de castra. Dans le Document de Prague (un document de l’évêque de Prague adressé à l’empereur Henri IV en 1086), les Slézanes sont appelés Zlasane. Dans un premier temps, ils ont été soumis par la Grande-Moravie avant de passer sous l’autorité des souverains tchèques. Vers l’an 990, Miesko Ier les a arraché à l’influence de la Bohême et les a intégrés dans la Pologne naissante.